# 格勞施托克山
46°47′17″N 8°22′8″E / 46.78806°N 8.36889°E

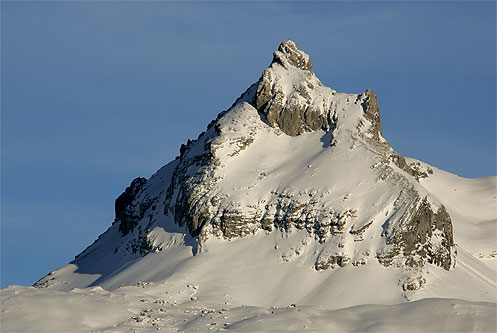

格勞施托克山（Graustock），是瑞士的山峰，位於該國中部，處於伯恩州、下瓦爾登州和上瓦爾登州接壤的邊界，海拔高度2,662米，每年平均降雨量2,465毫米。